# Saison 2015-2016 du Stade lavallois Mayenne Football Club
 (février 2024).
Chronologie
Saison précédente Saison suivante
La saison 2015-2016 du Stade lavallois est la 114e saison de l'histoire du club. Les Mayennais sont engagés dans trois compétitions : la Ligue 2 (septième saison consécutive à ce niveau depuis la remontée de National au terme de la saison 2008-2009), la Coupe de France, et la Coupe de la Ligue.

## Résumé de la saison
A l'intersaison, Mickaël Buzaré remplace le responsable du recrutement, Jean Costa, parti à Brest.
La FFF fait monter le centre de formation d'un cran (classé 2A).

## Matchs de la saison

### Ligue 2
| Date                       | Journée | TV            | Adversaire             | Lieu | Score | Buteurs du club                                   | Class. | Affluence |
| -------------------------- | ------- | ------------- | ---------------------- | ---- | ----- | ------------------------------------------------- | ------ | --------- |
| Vendredi 31 juillet 2015   | J01     | beIN Sports 2 | Paris FC               | Ext. | 1 - 1 | Lolohea 73'                                       | 4e     | 2 867     |
| Vendredi 7 août 2015       | J02     | beIN Sports 2 | AS Nancy-Lorraine      | Dom. | 0 - 1 | -                                                 | 15e    | 5 501     |
| Vendredi 14 août 2015      | J03     | beIN Sports 2 | AJ Auxerre             | Ext. | 2 - 3 | Alioui 49', Lolohea 54', Quintin 90'              | 8e     | 5 109     |
| Vendredi 21 août 2015      | J04     | beIN Sports 2 | Red Star FC            | Dom. | 2 - 1 | Alioui 65', Malonga 85'                           | 5e     | 5 655     |
| Vendredi 28 août 2015      | J05     | beIN Sports 2 | Chamois niortais FC    | Ext. | 0 - 1 | Alioui 52'                                        | 4e     | 3 636     |
| Vendredi 11 septembre 2015 | J06     | beIN Sports 2 | FC Metz                | Dom. | 0 - 1 | -                                                 | 6e     | 7 841     |
| Vendredi 18 septembre 2015 | J07     | beIN Sports 2 | AC Ajaccio             | Ext. | 0 - 0 | -                                                 | 6e     | 3 429     |
| Mardi 22 septembre 2015    | J08     | beIN Sports 2 | Bourg-en-Bresse 01     | Dom. | 1 - 3 | Viale 61'                                         | 9e     | 5 240     |
| Samedi 26 septembre 2015   | J09     | beIN Sports 1 | Dijon FCO              | Ext. | 2 - 0 | -                                                 | 13e    | 7 636     |
| Vendredi 2 octobre 2015    | J10     | beIN Sports 2 | US Créteil-Lusitanos   | Dom. | 3 - 2 | Quintin 41e, Alla 45+3e, Alioui 52e               | 9e     | 5 036     |
| Lundi 19 octobre 2015      | J11     | Eurosport 2   | RC Lens                | Ext. | 1 - 1 | Alioui 5e                                         | 11e    | 25 891    |
| Vendredi 23 octobre 2015   | J12     | beIN Sports 2 | Tours FC               | Dom. | 1 - 1 | Lolohea 28e                                       | 12e    | 5 964     |
| Vendredi 30 octobre 2015   | J13     | beIN Sports 2 | Valenciennes FC        | Ext. | 0 - 0 |                                                   | 11e    | 7 232     |
| Vendredi 6 novembre 2015   | J14     | beIN Sports 2 | Le Havre AC            | Dom. | 0 - 1 |                                                   | 13e    | 5 264     |
| Mardi 24 novembre 2015     | J15     | -             | FC Sochaux-Montbéliard | Ext. | 0 - 0 | -                                                 | 14e    | 13 072    |
| Vendredi 27 novembre 2015  | J16     | beIN Sports 2 | Thonon Évian FC        | Ext. | 0 - 0 |                                                   | 13e    | 351       |
| Mardi 1er décembre 2015    | J17     | beIN Sports 1 | Stade brestois 29      | Dom. | 2 - 0 | Alioui 8e 64e                                     | 11e    | 4 745     |
| Vendredi 11 décembre 2015  | J18     | beIN Sports 2 | Clermont Foot 63       | Ext. | 4 - 1 | Mukiele 61e                                       | 11e    | 2 549     |
| Vendredi 18 décembre 2015  | J19     | beIN Sports 2 | Nîmes Olympique        | Dom. | 3 - 2 | N'Diaye 2e, Alla 63e, · Nazon 90+4e               | 11e    | 4 748     |
| Vendredi 8 janvier 2016    | J20     | beIN Sports 2 | AS Nancy-Lorraine      | Ext. | 1 - 0 | -                                                 | 12e    | 14 046    |
| Vendredi 15 janvier 2016   | J21     | beIN Sports 2 | AJ Auxerre             | Dom. | 4 - 1 | Viale 52e, Mukiele 57e, Malonga 64e, · Chafik 70e | 11e    | 4 533     |
| Vendredi 22 janvier 2016   | J22     | -             | Red Star FC            | Ext. | 2 - 0 | -                                                 | 11e    | 1 074     |
| Vendredi 29 janvier 2016   | J23     | beIN Sports 2 | Chamois niortais FC    | Dom. | 0 - 0 |                                                   | 12e    | 4 347     |
| Mardi 2 février 2016       | J24     | beIN Sports 1 | FC Metz                | Ext. | 1 - 0 | -                                                 | 12e    | 10 927    |
| Vendredi 5 février 2016    | J25     | beIN Sports 2 | AC Ajaccio             | Dom. | 0 - 0 | -                                                 | 12e    | 4 234     |
| Vendredi 17 février 2016   | J26     | beIN Sports 2 | Bourg-en-Bresse 01     | Ext. | 0 - 0 | -                                                 | 13e    | 2 595     |
| Vendredi 19 février 2016   | J27     | beIN Sports 2 | Dijon FCO              | Dom. | 2 - 2 | Couturier 56e, Alioui 61e                         | 13e    | 4 819     |
| Vendredi 26 février 2016   | J28     | beIN Sports 2 | US Créteil-Lusitanos   | Ext. | 0 - 0 | -                                                 | 12e    | 2 035     |
| Vendredi 4 mars 2016       | J29     | beIN Sports 2 | RC Lens                | Dom. | 1 - 1 | Nazon 83e                                         | 12e    | 4 895     |
| Vendredi 11 mars 2016      | J30     | beIN Sports 2 | Tours FC               | Ext. | 1 - 1 | Nazon 90+4e                                       | 13e    | 4 726     |
| Vendredi 18 mars 2016      | J31     | beIN Sports 2 | Valenciennes FC        | Dom. | 0 - 3 | -                                                 | 13e    | 5 376     |
| Vendredi 1er avril 2016    | J32     | beIN Sports 2 | Le Havre AC            | Ext. | 2 - 0 |                                                   | 14e    | 7 322     |
| Vendredi 8 avril 2016      | J33     | beIN Sports 2 | FC Sochaux-Montbéliard | Dom. | 1 - 2 | Monfray 90+4e                                     | 15e    | 5 218     |
| Vendredi 15 avril 2016     | J34     | beIN Sports 2 | Thonon Évian FC        | Dom. | 2 - 1 | Afougou 87e 90+4e                                 | 14e    | 5 677     |
| Vendredi 22 avril 2016     | J35     | beIN Sports 2 | Stade brestois 29      | Ext. | 0 - 0 |                                                   | 14e    | 5 826     |
| Vendredi 29 avril 2016     | J36     | beIN Sports 2 | Clermont Foot 63       | Dom. | 1 - 1 | Couturier 2e                                      | 15e    | 4 599     |
| Vendredi 6 mai 2016        | J37     | beIN Sports 1 | Nîmes Olympique        | Ext. | 1 - 1 | Chafik 13e                                        | 16e    | 12 573    |
| Vendredi 13 mai 2016       | J38     | beIN Sports 1 | Paris FC               | Dom. | 3 - 1 | Malonga 30e, Alla 50e, N'Diaye 90e                | 13e    | 9.684     |

| Rang | Équipe                 | Pts  | J  | G  | N  | P  | Bp | Bc | Diff |
| ---- | ---------------------- | ---- | -- | -- | -- | -- | -- | -- | ---- |
| 1    | AS Nancy-Lorraine      | 74   | 38 | 21 | 11 | 6  | 60 | 32 | +28  |
| 2    | Dijon FCO              | 70   | 38 | 20 | 10 | 8  | 62 | 36 | +26  |
| 3    | FC Metz R              | 65   | 38 | 19 | 8  | 11 | 54 | 39 | +15  |
| 4    | Le Havre AC            | 65   | 38 | 19 | 8  | 11 | 52 | 37 | +15  |
| 5    | Red Star FC P          | 64   | 38 | 18 | 10 | 10 | 43 | 38 | +5   |
| 6    | RC Lens R              | 58   | 38 | 15 | 13 | 10 | 39 | 35 | +4   |
| 7    | Clermont Foot 63       | 58   | 38 | 16 | 11 | 12 | 56 | 53 | +3   |
| 8    | AJ Auxerre             | 55   | 38 | 15 | 10 | 13 | 47 | 46 | +1   |
| 9    | Tours FC               | 47   | 38 | 11 | 14 | 13 | 35 | 41 | -6   |
| 10   | Stade brestois 29      | 47   | 38 | 12 | 11 | 15 | 34 | 40 | -6   |
| 11   | Bourg-en-Bresse 01 P   | 47   | 38 | 13 | 8  | 17 | 47 | 59 | -12  |
| 12   | Valenciennes FC        | 44   | 38 | 10 | 14 | 14 | 39 | 43 | -4   |
| 13   | Stade lavallois MFC    | 44   | 38 | 9  | 17 | 12 | 35 | 42 | -7   |
| 14   | Nîmes Olympique        | 43-8 | 38 | 13 | 12 | 13 | 50 | 52 | -2   |
| 15   | FC Sochaux-Montbéliard | 42   | 38 | 9  | 15 | 14 | 34 | 36 | -2   |
| 16   | Chamois niortais FC    | 42   | 38 | 8  | 18 | 12 | 38 | 45 | -7   |
| 17   | AC Ajaccio             | 42   | 38 | 9  | 15 | 14 | 34 | 42 | -8   |
| 18   | Evian TG FC R          | 39   | 38 | 9  | 12 | 17 | 41 | 41 | 0    |
| 19   | US Créteil-Lusitanos   | 34   | 38 | 8  | 10 | 20 | 42 | 66 | -24  |
| 20   | Paris FC P             | 30   | 38 | 4  | 18 | 16 | 32 | 51 | -19  |

Promotions et relégations
- Promotion en Ligue 1 2016-2017
- Relégation en National 2016-2017
- Rétrogradation administrative
- -8 : Points de pénalité reçus

Abréviations
- P : Promu de National 2014-2015
- R : Relégué de Ligue 1 2014-2015

### Coupe de France
| Date             | Tour           | TV | Adversaire   | Niveau     | Lieu | Score | Buteurs du club | Affluence |
| ---------------- | -------------- | -- | ------------ | ---------- | ---- | ----- | --------------- | --------- |
| Samedi 2 janvier | 132e de finale | -  | US Granville | CFA 2 (L5) | Ext. | 2 - 1 | Nazon 71e       | 2 170     |

### Coupe de la Ligue
| Date                   | Tour            | TV | Adversaire            | Niveau  | Lieu | Score            | Buteurs du club            | Affluence |
| ---------------------- | --------------- | -- | --------------------- | ------- | ---- | ---------------- | -------------------------- | --------- |
| Mardi 11 août 2015     | 1er tour        |    | Nîmes Olympique       | L2 (D2) | Dom. | 1 - 0            | Alla 5e                    | 4 692     |
| Mardi 25 août 2015     | 2e tour         |    | AC Ajaccio            | L2 (D2) | Ext. | 1 - 2 a.p        | Gonçalves 51e, Alioui 117e | 2 985     |
| Mardi 27 octobre 2015  | 1/16e de finale |    | Évian Thonon Gaillard | L2 (D2) | Ext  | 2 - 2, 4-5 t.a.b | Viale 6e, Monfray 107e     | 2 824     |
| Mardi 15 décembre 2015 | 1/8e de finale  |    | Lille OSC             | L1 (D1) | Ext  | 1 - 0            | -                          | 8 801     |

## Statistiques

### Notations de la presse
La rédaction sportive de Ouest-France note les performances des joueurs lavallois à chaque match. Les notes moyennes du onze type à l'issue de la saison sont les suivantes :
| Poste | Joueur            | Matches joués | Note moyenne |
| ----- | ----------------- | ------------- | ------------ |
| GB    | Lionel Cappone    | 36            | 5,6          |
| DD    | Fouad Chafik      | 29            | 5,8          |
| DC    | Djibril Konaté    | 25            | 5,2          |
| DC    | Malik Couturier   | 30            | 5,2          |
| DG    | Erwan Quintin     | 29            | 5,7          |
| MDC   | Adrien Monfray    | 35            | 5,7          |
| MC    | Anthony Gonçalves | 35            | 5,7          |
| MC    | Hassane Alla      | 36            | 5,4          |
| MOG   | Chris Malonga     | 31            | 4,7          |
| MO DG | César Zéoula      | 38            | 5,1          |
| BC    | Rachid Alioui     | 33            | 5,3          |